# Папазян, Арутюн Карапетович
Арутю́н (Артур) Карапе́тович Папазя́н (арм. Հարություն (Արթուր) Կարապետի Փափազյան; род. 24 мая 1954, Ереван) — армянский пианист.

## Биография
Родился в семье музыкантов. В 1972 году окончил Музыкальную школу имени П. И. Чайковского (класс Я. Заргаряна), в 1977 — Ереванскую консерваторию имени Комитаса (класс Г. В. Сараджева). В последующем совершенствовался в Московской консерватории у Я. И. Мильштейна.
С 1980-х годов — солист «Армконцерта», преподаватель Ереванской консерватории.

## Творчество
В 1972 году стал победителем IV Закавказского конкурса пианистов в Баку (1-я премия), в 1974 удостоен 2-й премии Международного конкурса пианистов им. Б. Сметаны (Градец-Кралове), в 1979 — 1-й премии Конкурса пианистов имени Вианы да Мотта (Лиссабон), в 1980 — 3-й премии X конкурса пианистов имени Шопена (Варшава).
Первое публичное выступление А. К. Папазяна состоялось в Ереване ещё в период обучения в музыкальной школе. После Конкурса пианистов имени Шопена гастролировал в Австралии, Финляндии, Голландии, Японии, Канаде, Швеции, Италии. 20 октября 1985 дебютировал в Карнеги-холле; в этом же зале через 10 лет, 28 марта 1995, исполнил все 24 этюда (op. 10 и op. 25) и 24 прелюдии (op. 28) Ф. Шопена, и 19 ноября 1995 — семь больших полонезов Шопена и Сонату си минор Ф. Листа, а также (на бис) Ноктюрн до-диез минор (op. posth.) Шопена и Рондо alla turca Моцарта. В 1997 году в Эвери Фишер-холле (Линкольн-центр) блестяще исполнил Моцарта, 4 Баллады Шопена и 1-ю Книгу прелюдий Дебюсси.
Репертуар А. К. Папазяна охватывает музыку от Скарлатти до современных композиторов, особое место занимает музыка Фридерика Шопена. Сотрудничал со звукозаписывающими компаниями Польские записи «Муза», Veriton и Maral.
Исполнение отличается искренностью лирического высказывания, тонким вкусом, стилистической чуткостью и разнообразием тембровой палитры.